# Krunoslav Jurčić
Krunoslav Jurčić (ur. 26 listopada 1969 w Ljubuškim) – chorwacki trener piłkarski i piłkarz grający na pozycji pomocnika. Jego atrybuty fizyczne to 188 cm i 83 kg.

## Kariera
Karierę zaczynał w roku 1988 w zespole Dinamo Zagrzeb, skąd przeniósł się do słynnego ze znakomitych wychowanków Interu Zaprešić. Po 2 latach gry w tym klubie przeszedł do zespołu NK Istra Pula, a w końcu został kupiony przez belgijski klub KSK Beveren. Jurcić nie dostawał tam jednak często szansy na grę w pierwszym zespole i wrócił do Dinama, gdzie dobre występy pomogły mu w zakwalifikowaniu się do składu na MŚ. Dzięki dobrej marce przeszedł do zespołu AC Torino, gdzie po kilku dobrych występach przytrafiła mu się kontuzja w wyniku nie której nie grał w zespole Granata. Po wyleczeniu jej, Jurcić przeszedł do innego włoskiego klubu UC Sampdoria, by po roku gry w tym zespole wrócić do Chorwacji do zespołu NK Slaven Belupo, gdzie zakończył karierę.
W reprezentacji narodowej wystąpił 21 razy, nie strzelając bramki ani razu. Zadebiutował 8 czerwca 1997 w meczu przeciwko Japonii, w meczu odbywającym się w Tokio, w ramach pucharu Kirin Cup. Z reprezentacją pożegnał się 2 września 2000 w Brukseli w meczu przeciwko Belgii, w ramach kwalifikacji do Mistrzostw Świata w Piłce Nożnej 2002. Warto zauważyć, że „Kruno” jak nazywali go kibice, wystąpił w meczu przeciwko Polsce. Jurcić był uczestnikiem MŚ 1998, gdzie Chorwacja wywalczyła brązowy medal. Był także w ekipie, która zdobyła srebrny medal w rozgrywanych w 1984 w Portugalii MŚ U-16.
Po zakończeniu kariery piłkarskiej Jurčić został trenerem. W latach 2005–2006 był trenerem NK Istra 1961, w latach 2007–2008 prowadził Slaven Belupo, a w 2009 został szkoleniowcem Dinamo Zagrzeb, w którym pracował do 2010 roku. Prowadził też NK Lokomotiva Zagrzeb, a w 2011 roku wrócił do Dinama. W 2015 został trenerem NK Maribor, gdzie pracował do lutego 2016. Następnie był rozpatrywany jako potencjalny szkoleniowiec Wisły Kraków, jednak ostatecznie trafił do tureckiego Adanasporu. W listopadzie 2017 podpisał kontrakt z Piłkarską Federacją Arabii Saudyjskiej i został szefem szkolenia młodych piłkarzy. W styczniu 2018 został pierwszym trenerem saudyjskiego An-Nassr. Później trenował emirackie Baniyas SC, w latach 2018–2019, oraz Al-Nasr Dubaj, w latach 2019–2021.

## Odznaczenia
- Order Chorwackiej Koniczyny (1998)[8]